# موزه معماری فنلاند
موزه معماری فنلاند (انگلیسی: Museum of Finnish Architecture)، (فنلاندی: Suomen arkkitehtuurimuseo, سوئدی: Finlands arkitekturmuseum) یک موزه معماری در هلسینکی، فنلاند است که در سال ۱۹۵۶ افتتاح شد.

## پیشینه
این موزه بر اساس مجموعه عکس‌های انجمن معماران فنلاند (SAFA) بنا نها شده و پس از موزه معماری مسکو قدیمی‌ترین موزه معماری در اروپااست.
موزه معماری فنلاند در سال ۱۸۹۱ توسط مأنوس شرفبک در خیابان کاسارمیکاتو در منطقه اولانلینا با سبک نوکلاسیسیسم ساخته شد.
این ساختمان در اصل متعلق به دانشگاه هلسینکی بوده‌است. استفاده از این بنا در سال ۱۹۸۱ مورد تصویب قرار گرفت و قبل از آن عمده مجموعه در یک منطقه اختصاصی در پارک کایووپویستو نگهداری می‌شد.
این ساختمان در حال حاضر جزو اموال سنای فنلاند است.

## مجموعه
این موزه دارای مجموعه‌های بزرگ نقاشی، عکس و مدل مقیاس معماری است. همچنین کتابخانه و مرکز انتشارات اختصاصی خود را دارد. این موزه نمایشگاه‌هایی در زمینه معماری فنلاندی و معماری سایر نقاط جهان و برگزار می‌کند.

## کارکرد
اگرچه بنابر اساسنامه، مدیریت موزه معماری فنلاند مستقل از دولت است اما وزارت امورخارجه و وزارت آموزش فنلاند از مهمترین حامیان مالی این موزه هستند. در این میان ارتقا معماری مدرن در فنلاند یکی از اصلی‌ترین وظایف پژوهشی این مجموعه برشمرده شده‌است.

## نگارخانه

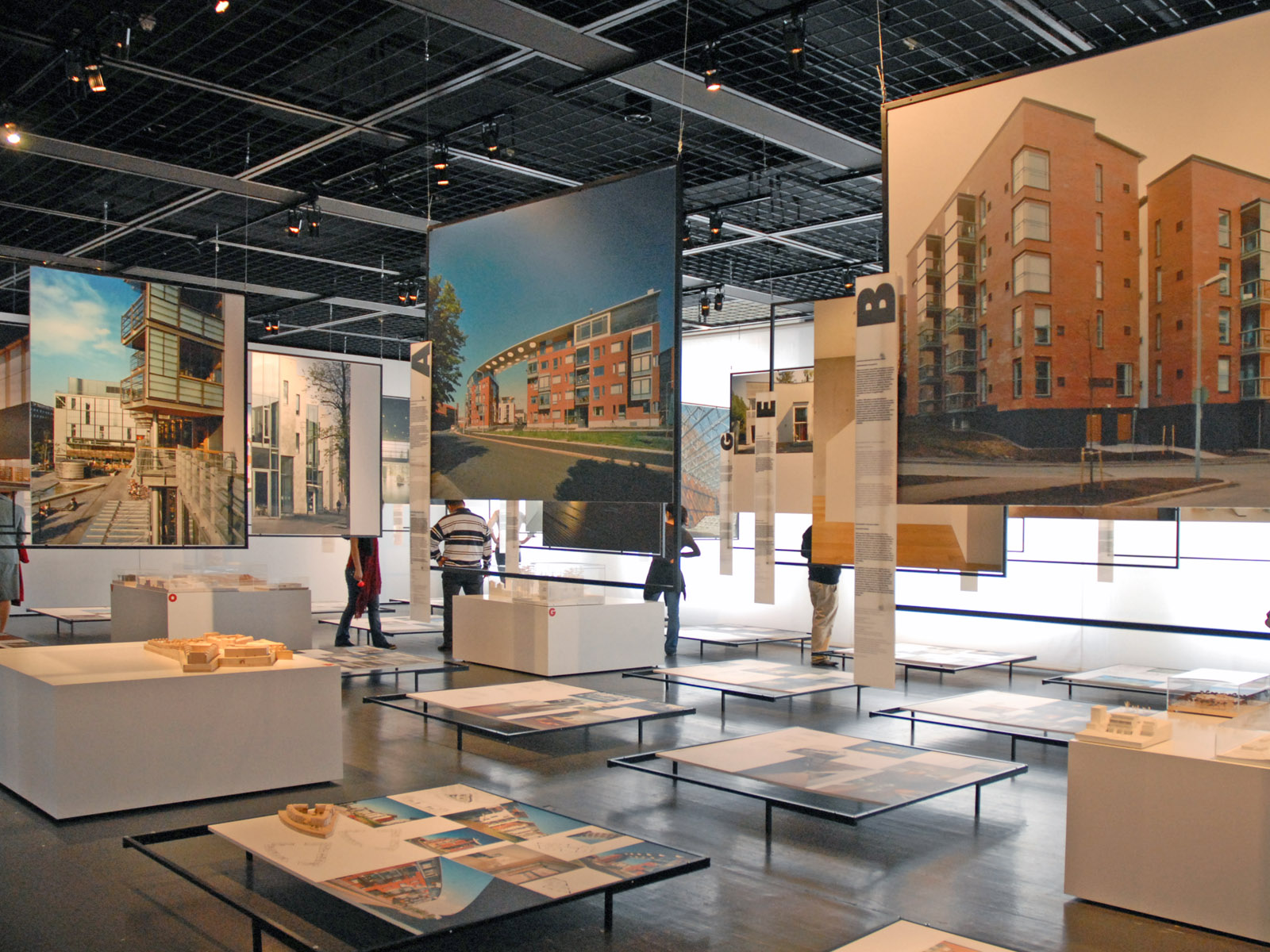
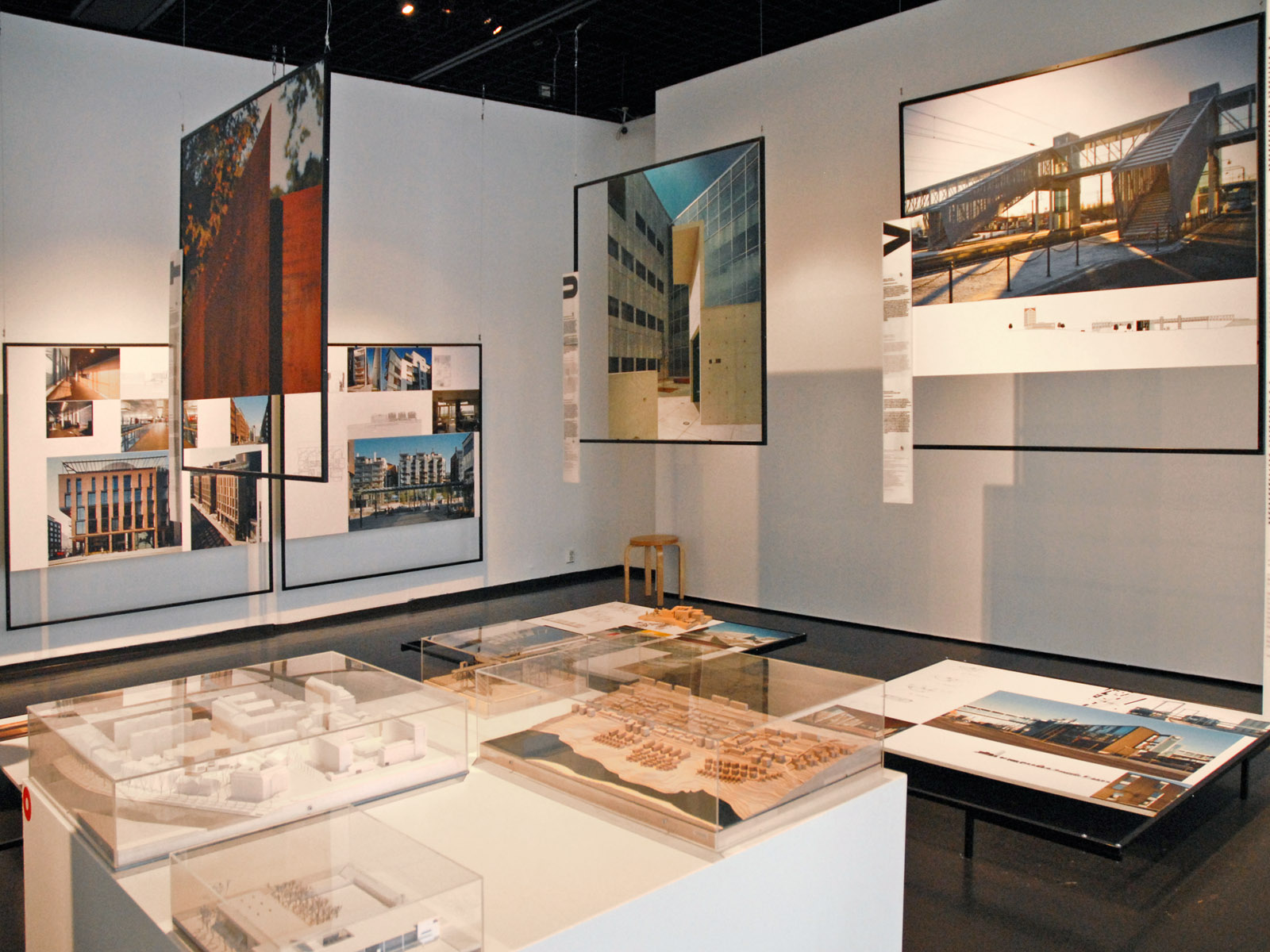
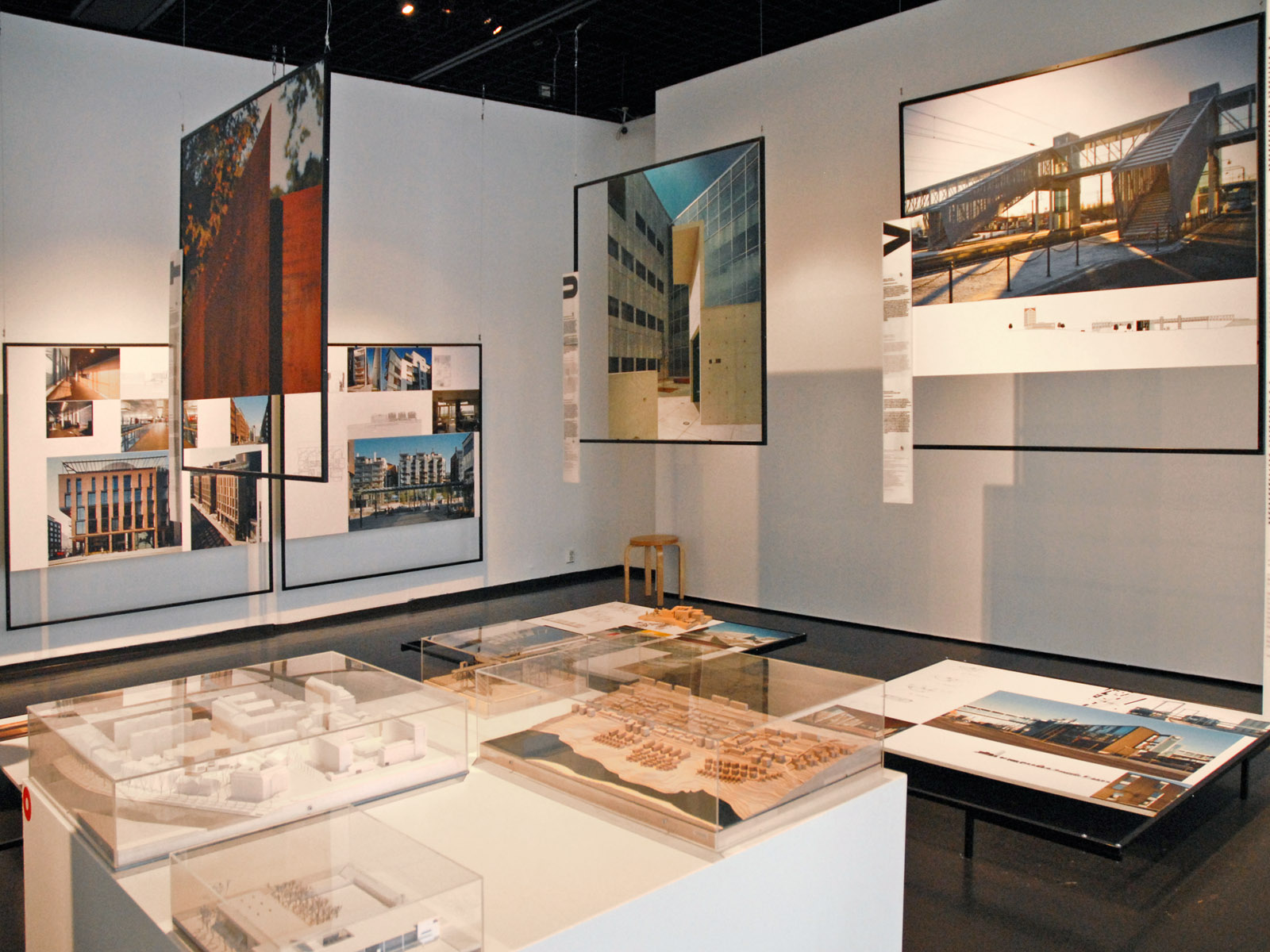
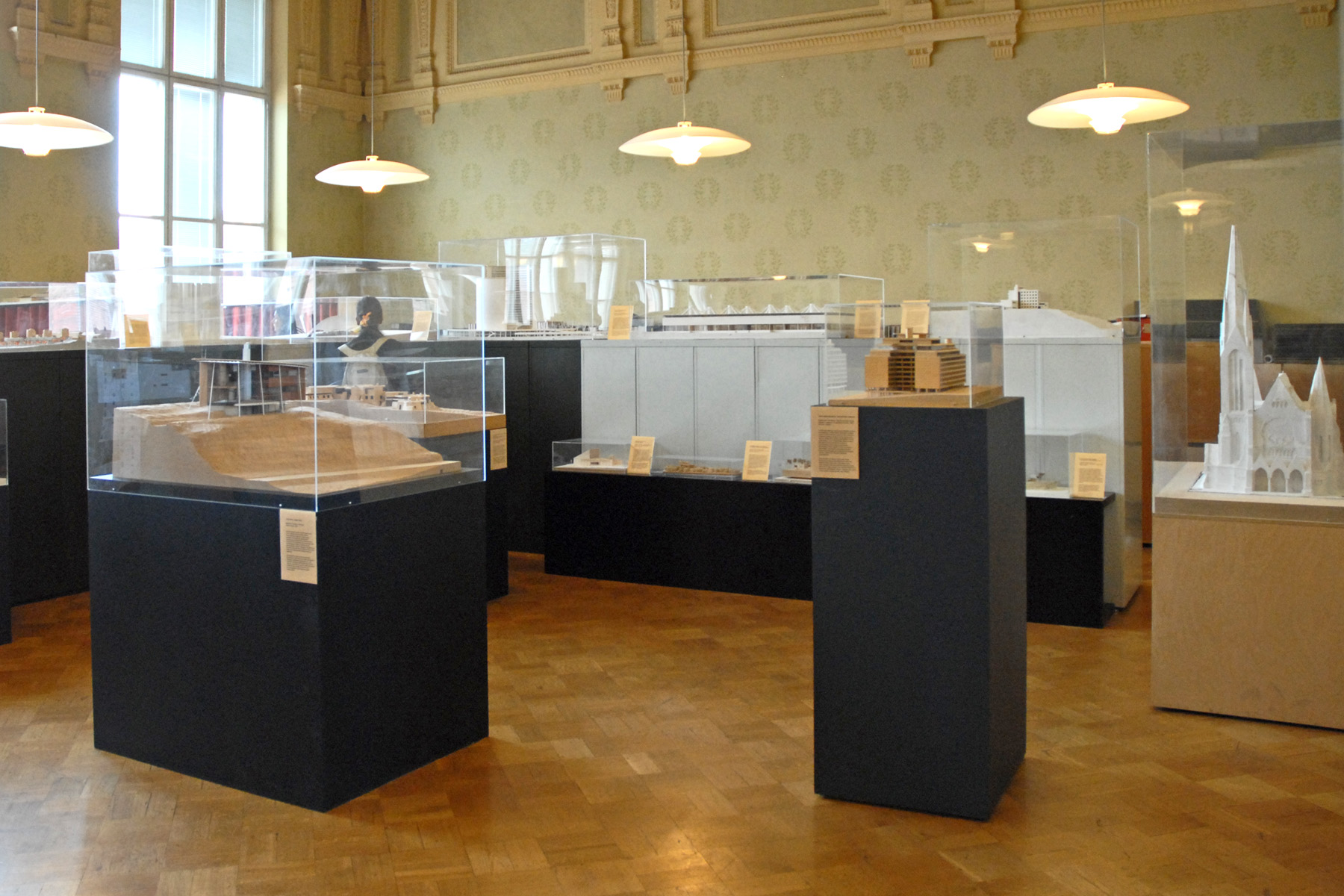
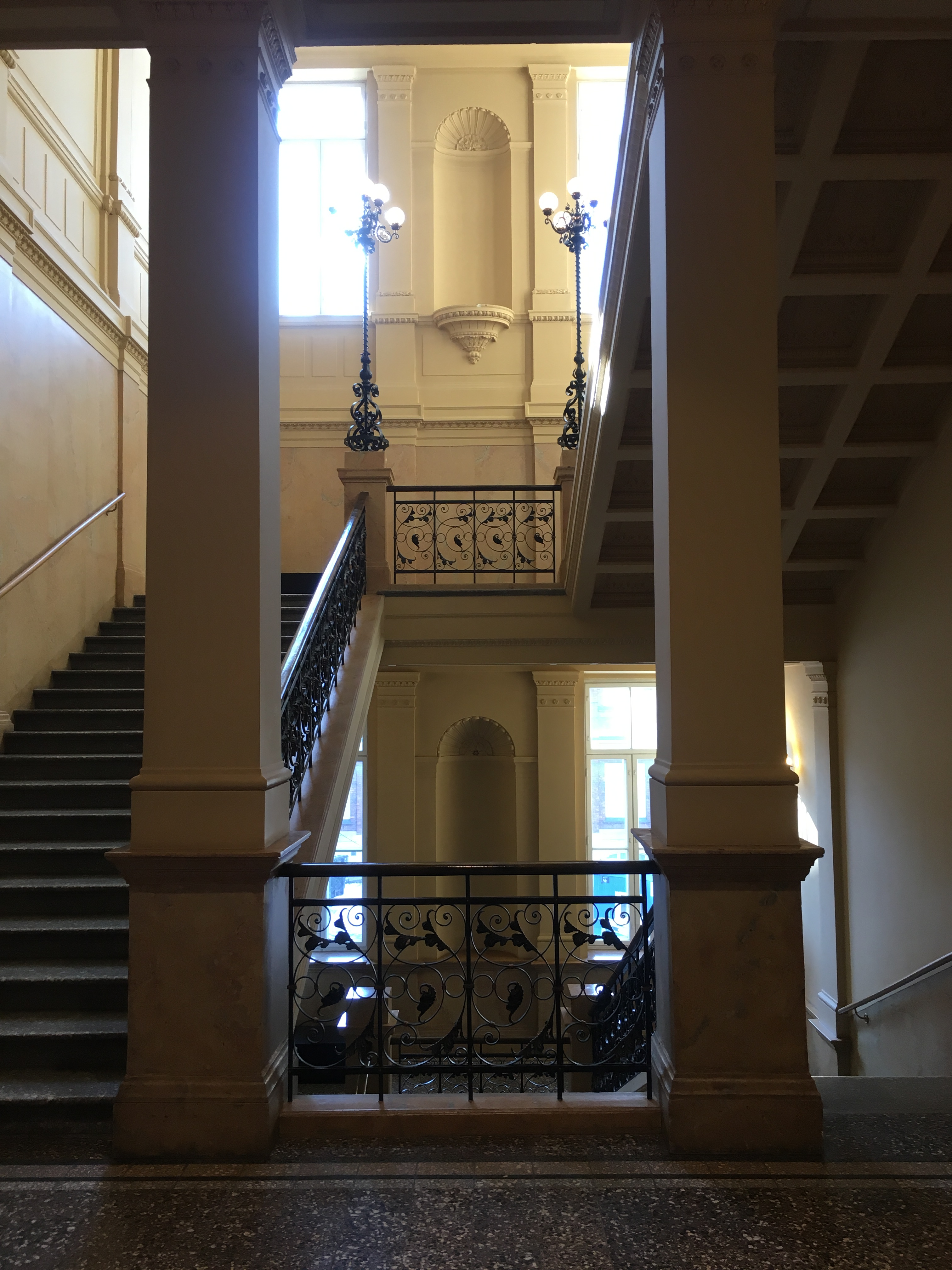